# باشگاه فوتبال سیاتل میتره ایگلز
سیاتل میتره ایگلز یک باشگاه فوتبال آمریکایی مستقر در پورت اورچارد، واشینگتن بود. این باشگاه به خاطر حضور در فینال جام یو اس اوپن ۱۹۸۷ و شرکت در جام قهرمانان کونکاکاف ۱۹۸۸ که در مجموع ۹-۰ به کروز آزول مکزیک باختند، قابل توجه است. عقاب‌ها در بازی برگشت آن مسابقه، بازی را به تساوی ۰-۰ کشاندند.

## تاریخچخه
منشا باشگاه مشخص نیست، اما به احتمال زیاد این تیم در اواسط دهه ۱۹۸۰ تشکیل شده است. بنیانگذاران این تیم دانشجویان سابق دانشگاه واشینگتن و بازیکنان سابقی بودند که برای سیاتل استورم بازی می‌کردند.